# Буланов, Дмитрий Анатольевич
Дми́трий Анато́льевич Була́нов (9 [21] июля 1898, Нижний Новгород — 4 мая 1942, Златоуст) — советский художник-плакатист, книжный иллюстратор
, сценограф

, организатор рекламного дела. Считается ярким и оригинальным плакатистом, одним из лидеров советских плакатистов 1920—1930-х годов.

## Биография
Родился в семье революционеров-народников А. П. Буланова и О. К. Булановой-Трубниковой. В 1906 году семья перебралась в Петербург. Учился в гимназии Н. П. Шеповальникова, на юридическом факультете Петроградского университета, в ПЕГОСХУМе (1918—1920).
В конце 1920-х годов работал в Бюро реклам ленинградского Откомхоза. Создал серию рекламных плакатов для ленинградского Зоосада, автор театральных и концертных афиш, политических плакатов. Также работал в области книжной иллюстрации и создавал декорации для Ленинградского академического малого оперного театра.
Арестован вскоре после начала Великой Отечественной войны, осуждён за антисоветскую агитацию на 10 лет лагерей.
Умер в тюрьме Златоуста 4 мая 1942 года. Реабилитирован в 1989 году.